# Hŭngnam
Hŭngnam (chosŏngŭl 흥남구역, hanja 興南區域, McCune-Reischauer: Hŭngnam-kuyŏk, latinizzazione riveduta: Heungnam-guyeok; già in giapponese 興南市, Kōnan-shi) è una città della Corea del Nord, porto sulla costa orientale della provincia del Sud Hamgyong, sul mar del Giappone (mar orientale di Corea). È a soli 8 miglia dalla città isola di Hamhŭng.

## Storia
Durante la seconda guerra mondiale la città di Hŭngnam fu centro di ricerche del programma nucleare giapponese.